# الهجوم الصاروخي على قاعدة العند 2016
الهجوم الصاروخي على قاعدة العند الجوية كان ضربة نفذتها القوات الموالية لعلي عبد الله صالح وجماعة الحوثي بصاروخ باليستي على قاعدة العند الجوية التي كانت تستخدمها قوات التحالف بقيادة السعودية في محافظة لحج.

## الهجوم
استهدف الهجوم قاعدة العند الجوية بصاروخ توشكا، وأوقعت الضربة العديد من القتلى في صفوف قوات التحالف بينهم مرتزقة من أكاديمي. ذكرت التقارير سقوط أكثر من 200 ضحية،  بما في ذلك القائد الجديد لأكاديمي في اليمن العقيد الأمريكي نيكولاس بيتروس. يُزعم أنه تم تدمير أصول عسكرية، بما في ذلك طائرات أباتشي التابعة للتحالف الذي تقوده السعودية.

## النتائج
وشنت قوات الحوثي هجوما آخر على قاعدة العند الجوية عام 2019 بطائرات مسيرة.